# Francisco Portocarreiro

Brasão de Armas da Casa de Portocarrero

Francisco Portocarreiro (Sevilha, Écija, 1610 -?) foi XVI Senhor de Moguer e VIII Marquês de Villanueva del Fresno. Em 1642, o rei Felipe IV outorgou o título de cidade à sua vila de Moguer e concedeu-lhe o escudo dos Portocarreiro. 
Esteve à frente dos seus domínios desde 1640. Era tio de João Gaspar e neto do I Senhor do morgadio Écija, Alonso Portocarreiro, filho de Alonso Portocarreiro XI senhor de Moguer e de Maria de Morales. 
Casou-se duas vezes, a primeira com Elvira Maria de Sandoval e a segunda com Inês Guzmán Córdoba. Com a primeira teve dois filhos: 
1. Pedro Fernández Portocarrero.
2. Alonso Portocarreiro que foi o XVII Senhor de Moguer e IX Marquês de Villanueva del Fresno, foi detentor destes títulos e senhorios após a morte de seu pai. Nunca se casou pelo que a Casa de Portocarreiro passou ao seu irmão Pedro Fernández Portocarrero, casou com María Petronilla Alejo Manuel de Villena.
3. João de Portocarreiro casou com Inés María Portocarrero.
4. Antónia Portocarrero.
5. Maria Portocarrero.